# 平成あっぱれ開運祭!!チョー縁起いいTV!
平成あっぱれ開運祭!!チョー縁起いいTV!（へいせいあっぱれかいうんさい!!ちょーえんぎいいてれび）は、2002年から2005年まで日本テレビ系列で元日に放送されていた新春正月特番である。
司会はウッチャンナンチャンとモーニング娘。（ウッチャンナンチャンは前番組の「平成あっぱれテレビ」から引き続き出演した）。

## 番組概要
- 2003年は生田スタジオから、汐留社屋完成後は麹町分室から生放送だった。
- 2001年まで放送されていた「平成あっぱれテレビ」の流れを汲み、2002年からウンナンとモー娘。の特番として登場した。このタイトルで放送されたのは2005年のみであり、「ウンナン&モー娘。の見ているだけでツキの良くなる奇跡の番組」というサブタイトルが付いていた。かつては「生でハッスル挑戦TV」（2002年・2003年）や「世界あっぱれ最強祭!!」（2004年）のタイトルで放送されていた。
- 後期には出演者が企画したコーナーなどを視聴率で競う企画が行われ、右上には随時「現在の視聴率」なるものが表記されていたが、この「視聴率」はビデオリサーチ社によるものではなく番組が独自に選んだサンプル世帯によるものであった。後に発覚する「視聴率不正操作問題」では、この問題を起こしたプロデューサーが視聴率というものに固執していたことを示すものとしてこの演出が挙げられている（日本テレビの調査報告書より）。
- この番組において毎年の様にモー娘。メンバーは番組開始時は晴れ着を着ていたが、途中で私服に着替えるのが恒例だった。
- 「ウッチャンナンチャンのウリナリ!!」終了後、スーパースペシャル枠での特番以外では唯一、内村・南原がウンナンとして出演していた番組であった。

## 企画
- クイズ企画では、回答者のモー娘。が間違えると滑り台の傾きが急になり芸人が落ちるのが恒例であり、回答者は傘で防御をしなければならない。内村光良や南原清隆の本名を間違える回答者が大いに目立っていた。滑り台側ではスマイリーキクチが唯一ペ・ヨンジュンの変装で登場し、ウンナンから「白い物体を回答者にかけないでくださいね。」と言われた。
- 2002年と2003年は出演者がそれぞれ一芸を披露し、番組独自の視聴率が最も高かった出演者に賞金をプレゼントするという企画だった。
- 2003年に巨大フラフープに挑戦する企画で、辻希美が円周12.5 mのフラフープを30秒回し続ける事に成功した。これは当時の世界記録であったため、ギネスブックに申請が行われた。この記録は同年に一度抜かれたが、2004年の同番組にて再び辻希美、そして加護亜依が円周12.8mのフラフープを30秒回し続ける事に成功した。この記録の申請が認められ、現在もギネスブックに残っている。
- 2004年にはモーニング娘。が見守る中、松浦亜弥がプリンセス☆アヤヤに扮して登場しイリュージョンに挑戦した。
- 2005年には同じモーニング娘。の矢口真里や石川梨華などが催眠術を使って苦手な食べ物にチャレンジした。さらに最終対決のジューサーのコンセントを当てる対決で内村チームの松浦亜弥がコンセントを当て、南原チームの南原清隆がジュースを飲む途中で番組が終了してしまった（結果南原はジュースを飲みきれず内村チームの勝ち。しかし、放送日の翌週の高校サッカーの準決勝・第2試合でPK戦5人目で決着を付けずに中継が終了してしまい、日テレは2週連続で途中終了の放送事故をしてしまった）。

## スタッフ
日本テレビスタジオ
- 構成：豊村剛、上野耕平、藤井靖大、中井まろやか、桝本壮志、吉橋広宣（藤井→第2回-、上野・桝本→第2,4回、吉橋→第3回-）
- TM：貫井克次郎（第3回-）
- TD(第1回以来)：杉本裕治（第4回）
- SW：米田博之（第3回-）
- カメラ：日向野崇（第4回）
- 音声：太田黒健至、中山貴晴
- 調整：斎藤孝行（第4回）
- VTR(第2回以来)：三山隆浩（第4回）
- 音効：島野高一、橋本いづみ
- モニター(第2回-)：池山紘章（第3回-、第1回はジャパンテレビ）
- LEDスクリーン(第2回-)：小内一豊（第2回-、第1回はマルチモニター）
- 照明：小川勉（第2回-）
- 美術プロデューサー：磯村英俊
- 美術デザイナー：久保玲子（第4回）
- 大道具：鎌田直毅
- 小道具：菊池保（第4回）
- 衣裳：松沢味季（第2回-）
- 持道具：木南さおり（第1,4回）
- メイク：中西樹里（第4回）
- 特効：平井隆生（第4回）
- 花飾(第3回-)：柴田正子（第3回-、第2回は生花）
- 電飾：稲葉光宣（第3回-）
- オブジェ：中里昭博
- 美術・照明協力：日本テレビアート
- 編集・MA(第4回)：aai（第4回）
- リサーチ(第4回)：野村直子、田中大督（共に第4回）
- フロアーディレクター：長谷川賢一、小笠原豪、平野進、高橋康之（小笠原・平野→第4回）
- TK：井崎綾子、田中彩、長谷川和美、山際慎子、根本美幸（田中・長谷川・山際→第3回-、田中・長谷川→第1,2回はDSS、根本→第4回）
- アシスタント：日本テレビイベントコンパニオン
- AP：伊藤英恵、羽村直子（羽村→第4回）
- ディレクター：前田直敬、川勝茂、高橋政光、小俣猛、鴻巣裕司、廣瀬由紀子（共に第4回）
- プロデューサー：江尻直孝、荻原伸之、高島良子、渡部祐一、天笠ひろ美/大野彰作（江尻・荻原・高島・渡部・大野→第4回、江尻・荻原→第1-3回はコーナーP、高島→第3回はコーナーP、大野→第1回はスタジオP、第2回はJサブ演出・P）
- コーナープロデューサー：齋藤匠、加藤晋也、平山美由紀、細工忠晴、長濱薫、宮本靖広、阿部滋子（阿部→第1,3回-、齋藤・平山・細工→第3回-、宮本→第4回）
- コーナーディレクター：大八木直（第4回）他
- コーナー演出(第2回-)：似鳥利行、安島隆、向笠啓祐、篠宮浩司、渡邊政次、新井秀和（向笠→第3回-、似鳥・安島・渡邊・新井→第4回、似鳥→第2,3回はコーナーP、安島→第2,3回はコーナーD、篠宮→第3回はディレクター、渡邊→第1-3回はコーナー企画演出、第1回は渡辺名義、新井→第1回はコーナー企画演出、第2,3回ははディレクター）
- 日本テレビ・S4サブ
  - SW：高梨正利（第4回、第2回はJサブSW）
  - 音声：中村一男（第4回）
  - 調整：三崎美貴（第4回、第1回はVTR）
  - VTR：石野太一（第4回）
  - TK：山沢啓子（第4回、第2回はJサブTK）
  - ディレクター：福田逸平太（第4回）
- 技術協力：NTV映像センター、テレテック、クロステレビ、共立、ヌーベルバーグ、タムコ（テレ→第1,2,4回、タムコ→第2,4回、クロス・共立・ヌーベル→第4回）
- 制作協力：ZION、日企、ユニオン映画、THE WORKS、アクロ、ZIPPY、NTV映像センター、モスキート、フォーミュレーション（アクロ→第3回-、フォー→第4回）
- 制作進行：川上トリオ、森永久仁香、岡野芳子、川嶋典子/斉藤寿（川嶋→第3回-、森永・岡野→第4回）
- 演出：毛利忍（第2,4回）、納富隆治
- 総合演出：小澤龍太郎（第4回、第1回は演出）
- プロデューサー：財津功
- チーフプロデューサー：安岡喜郎（第4回）
- 製作著作：日本テレビ

### 過去のスタッフ
- 構成：海老克哉、高梨武志、高草木靖治（共に第1回）、塩野智章、小野高義（共に第1,2回）、小山雄三、大屋覚、黒木公彦（共に第2回）、加藤陽一、さだ、石田謙祐、井上ヨシミ、北原ゆき、西村隆志、星野さやか、オークラ、ヒロハラノブヒコ、石塚祐介（共に第3回）
- TM：伊東聡（第1回）、原泰造（第2回）
- TD(第1回以来)：新名大作（第1回）、遠藤裕二（第3回）
- SW：村上新郷、宮崎和久（共に第1回）、安藤康一（第2回）
- カメラ：落合弘祐、泉博司（共に第1回）、茅野竜徳（第2回）、中川昭夫（第3回）
- PA(第2回)：小暮倫見（第2回）
- 調整：菅谷典彦、佐藤満（共に第1回）、佐久間治雄（第2回）、八木一夫、三浦錦也（共に第3回）
- SDC：石渡敏幸（第1回）、田中拓己（第2回）
- VTR：伊藤尚美（第2回）
- モニター(第2回-)：遠藤光夫、吉邑光司（共に第2回）
- マイクロ(第2回)：福王寺貴之（第2回）
- 照明：谷田部恵美（第1回）
- 美術デザイン：小林俊輔（第1-3回）
- 衣裳：桜庭圭三、山田秀夫（共に第1回）
- 小道具：吉田浩（第1回）、小川洋一（第2,3回）
- 持道具：中澤尚志（第2回）、波多野弘明（第3回）
- 電飾：岩井直樹（第1,2回）
- 特効：平岡栄治（第1-3回）
- メイク：中島京子（第1回）、村上静子（第2,3回）
- 結髪：伊藤章子（第1回）
- 美術小道具協力：エースバッグ（第1回）
- フロアーディレクター：舟澤謙二（第1回）、竹田次彦（第1-3回）
- AP：安田久美子（第2回）
- TK：山本美衣（第1,2回）
- 日本テレビ・Jサブ（第2回）
  - TD：秋山真（第2回）
  - 音声：池田正義（第2回）
  - 調整：山口考志、別当亮（共に第2回）
  - スポーツタイマー：金沢章治（第2回）
  - 中継コーディネーター：星野克巳（第2回）
  - ディレクター：岡部久雄（第2回）
- コーナープロデューサー：尼崎昇、須田薫之（共に第1回）、藤井則子、増谷秀行、飯田達哉（共に第1,2回）、川邊哲也、小川明人、松本京子（共に第2回）、上田識喜、大澤弘子（共に第3回、大澤→第1回は網島名義）
- コーナー企画演出：佐藤栄記、栗原甚（共に第1回）、清水星人（第1,2回）
- コーナー企画(第2回)：岡田五知信（第2回、第1回は演出兼務）
- コーナー演出(第2回-)：中村博行（第2回）
- コーナーディレクター：江成真二（第2回、第1回はディレクター）、堀金澄彦（第3回）
- 技術協力：日本テレビビデオ（第1-3回）
- 中継コーディネーター：西谷政仁、親松豊、大熊仁子（共に第1回）
- ディレクター：飯沼誠（第1回）、原司、柳川剛（共に第1,2回）、中野裕子、依知川弥生（共に第2回、中野→第1回は中継コーディネーター）、大山恭平、小松原正勝、元木秀和、加納成人（共に第2,3回）、田辺繁郎、武井正弘、森田隆行（共に第3回）
- プロデューサー：宇佐見友教（第1-3回）/戸田一也（第3回、第1,2回はプロデューサー）
- 制作協力：オン・エアー（第1回）、翔テレビジョン、Fプロジェクト、ランナーズウェルネス、アガサス（共に第2回）
- 制作進行：不破香緒里（第1回）、須貝彩（第1,2回）、濱村吏加（第2回）、熊谷春香（第2,3回）、齋藤葉月（第3回）
- 演出：三觜雅人（第1回）、高谷和男（第3回）
- プロデューサー：竹内尊実（第1回）、寺内壯、矢追孝男（共に第2回）
- 総合演出：安藤正臣（第1,2回）、加藤幸二郎（第3回）
- チーフプロデューサー：吉川圭三（第1-3回）

## 番組の変遷
| 日本テレビ系 元日9時後半特番枠 | 日本テレビ系 元日9時後半特番枠        | 日本テレビ系 元日9時後半特番枠              |
| 前番組                         | 番組名                                | 次番組                                      |
| ------------------------------ | ------------------------------------- | ------------------------------------------- |
| 平成あっぱれテレビ             | 平成あっぱれ開運祭!!チョー縁起いいTV! | 大笑点 （2006年は5:55 - 20:00の14時間放送） |